# Castilleja nivibractea
Castilleja nivibractea är en snyltrotsväxtart som beskrevs av Guy L. Nesom. Castilleja nivibractea ingår i släktet målarborstar, och familjen snyltrotsväxter. Inga underarter finns listade i Catalogue of Life.